# Thrinchostoma ugandae
Thrinchostoma ugandae är en biart som beskrevs av Blüthgen 1930. Thrinchostoma ugandae ingår i släktet Thrinchostoma och familjen vägbin. Inga underarter finns listade i Catalogue of Life.